# Vladimir Plahotniuc
Vladimir Plahotniuc (né le 1er janvier 1966), est un homme politique, banquier, homme d'affaires et oligarque ukrainien de Moldavie. Ayant plusieurs nationalités, il est aussi connu comme Volodymyr Plakhotniouk en Ukraine et Vlad Ulinici en Roumanie,.
Il est député à deux reprises entre 2010 et 2015, premier vice-président du Parlement de Moldavie de 2010 à 2013, puis président du Parti démocrate de Moldavie de 2016 à 2019. Jusqu’à sa fuite et sa disparition en 2019, il est considéré comme l'homme le plus puissant de la Moldavie en matière d'influence, contrôlant le gouvernement, la majorité parlementaire et la justice. Il fait partie des personnes les plus riches de Moldavie,, si ce n'est la plus riche,. À ce titre, il est notamment la cible du mouvement protestataire de 2015 en Moldavie,,,,.
À la suite du « scandale du milliard détourné » et dans le cadre de la crise constitutionnelle de 2019, il quitte le pays,,. Il avait uni contre lui deux forces politiques qui avaient jusque-là toujours été adverses : les pro-européens du Parti action et solidarité, conduit par l'opposante Maia Sandu, et les prorusses socialistes, dirigés par le président Igor Dodon,,,.
Vladimir Plahotniuc n’a cessé d’affirmer que toutes les accusations portées contre lui sont infondées,,,.

## Formation
Vladimir Plahotniuc naît à Pitușca, raion de Călărași et fréquente l'école secondaire du village de Grozești, dans le raion de Nisporeni. En 1983, il passe son certificat d'études avec la mention cum laude. En 1991, il obtient une licence d’ingénierie en technologie de l’industrie alimentaire à l’Université technique de Moldavie.
En 2002, il obtient un MBA dans la même université. En 2006, il a obtenu une maîtrise en droit civil à l'université d'études européennes de Moldavie.

## Carrière
Dans la période 2004-2007 Plahotniuc fut le partenaire d’affaires officieux de Viorel et Victor Țopa, avec qui il prend le contrôle de la banque “Victoriabank”. L'ex-président de Victoriabank, Victor Țurcan, affirme dans une interview que les vrais escrocs dans l'affaire VB sont Victor et Viorel Țopa qui manipulaient tous deux l'opinion publique par le biais de fausses déclarations.
Au printemps 2008, Plahotniuc était surnommé le « Roman Abramovitch de la Moldavie », et, après la démission de Vasile Tarlev du bureau du Premier Ministre, Plahotniuc était près de devenir Premier Ministre. Début 2011, Vlad Plahotniuc faisait face à des poursuites pénales en Roumanie, pour l'utilisation d'une fausse identité, révélée trois ans auparavant par le journal Adevărul. Par ailleurs Plahotniuc a été recherché par Interpol, pour blanchiment d'argent et pour association de malfaiteurs.
Président de la chaîne “Prime TV“ et de “Victoriabank”, principale banque de Moldavie jusqu'en janvier 2011, Plahotniuc est considéré comme ayant été le plus puissant oligarque de Moldavie,,,,,,,,,,, surnommé « le marionnettiste » (roumain : Păpușarul),, et accusé de détournement massif de fonds (plus d'un milliard de dollars) et de trafic d'influence sur toute la classe politique de Moldavie,. 

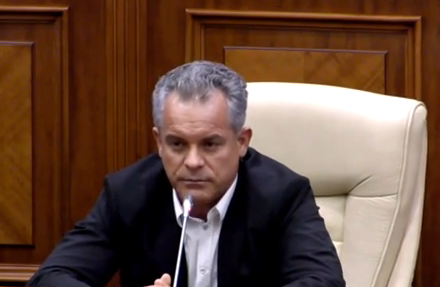
Vladimir Plahotniuc en 2015.

À compter de 2017 et jusqu'à sa fuite et sa disparition en juin 2019, Plahotniuc a été réputé pour son contrôle sur le gouvernement, le pouvoir judiciaire et les organes anti-corruption via le Parti démocratique, des partis alliés et des personnes à la tête d'institutions gouvernementales de Moldavie, en dépit du fait qu'il ne détient à titre personnel aucune position gouvernementale,,,,,, : en juin 2015, l'ancien Premier Ministre de la Moldavie, Ion Sturza, déclare dans une émission télévisée que « La République de Moldavie est un État captif, contrôlé par Plahotniuc ». Depuis sa fuite, une vague de destitutions et de limogeages frappe les personnes impliquées dans ses réseaux.

## Association des hommes d'affaires de Moldavie
L'Association des hommes d'affaires de Moldavie (AHAM) s'est constituée en organisation non gouvernementale, fondée en 2010 par Vlad Plahotniuc, pour regrouper des entrepreneurs, attirer les investissements étrangers, de soutenir les petites et moyennes entreprises et optimiser leur compétitivité. L'AHAM vise impliquer les institutions étatiques dans l'environnement d'affaires en allégeant les contraintes législatives et en subventionnant les jeunes entrepreneurs. L'AHAM a aussi créé une « École d'affaires »,.

## Fondation de Vlad Plahotniuc «Edelweiss»
Fondée en 2010, la fondation humanitaire « Edelweiss » a pour but soutenir les familles et les communautés en difficulté. La Fondation finance des projets dans les domaines social, culturel et éducatif comme : « Une nouvelle vie » (distribution des boîtes de soins nécessaires pour les premiers mois de la vie à tous les nouveau-nés dans 24 maternités), « Respect des personnes âgées » (soutien à domicile aux personnes âgées isolées), « Le plus aimé des enseignants » (prix pour les enseignants les plus appréciés de leurs collègues et élèves), « Village du Futur » (développement des communes rurales), « Parcs Edelweiss " (aires de jeux dans plusieurs localités du pays) ainsi que des bourses d'études aux jeunes ayant les meilleurs résultats scolaires et aux jeunes athlètes.

## Vie personnelle
Vlad Plahotniuc est marié à Oxana (née Childescu) avec qui il a deux fils, Timofei et Inochentie. Son épouse Oxana est la fille du peintre et sculpteur moldave Emil Childescu.

## Récompenses
Le 29 août 2007, Vlad Plahotniuc est décoré de l’ordre de la Gloire au travail par le président de la République de la Moldavie, Vladimir Voronin, en raison de sa « contribution à la reconstruction du complexe monastique de Curchi et des mérites dans la préservation et la propagation du patrimoine historique et culturel ». Le 24 juillet 2014, le président Nicolae Timofti lui décerne l’ordre de la République pour ses « contributions décisives à la réalisation de l’objectif majeur de la politique externe de la République de Moldova – l’association politique et l’intégration économique dans l’Union européenne »,. La décision a ete annullée par la presidente Maia Sandu en février 2021.